# Dactylorhiza baltica
Dactylorhiza baltica es una especie de orquídea terrestre de la subfamilia Orchidoideae, originaria del este de Europa.

## Descripción
Es una planta que alcanza los 25 a 70 cm de altura con bellas flores color violeta con motas de color más oscuro, agrupadas en un racimos en el extremo del tallo.

## Sinonimia
- Orchis latifolia ssp. baltica Klinge (1898) (basónimo)
- Orchis baltica (Klinge) A. Fuchs (1919)
- Dactylorchis longifolia (Neuman) Verm. (1947)
- Dactylorchis baltica (Klinge) Verm. (1947)
- Dactylorhiza majalis ssp. baltica (Klinge) H. Sund. (1980)
- Dactylorhiza longifolia (Neuman) Aver. (1984)

- Datos: Q805799
- Multimedia: Dactylorhiza longifolia / Q805799
- Especies: Dactylorhiza majalis subsp. baltica